# Michel Wolter
Michel Wolter (Ciutat de Luxemburg, 13 de setembre de 1962) és un polític, empresari, dirigent esportiu i exjugador de tennis de taula luxemburguès. Va ser el membre més jove de la Cambra de Diputats quan va ser escollit el 1984. També va ser ministre de l'Interior entre 1995 i 2004.
Michel Wolter va créixer a Esch-sur-Alzette, la segona ciutat més gran del país. Va estudiar economia a la Universitat de París I Panteó-Sorbona de 1981 a 1985. Wolter va ser un jugador de tennis de taula internacional de 1980 a 1984. Va ser escollit membre de la Cambra de Diputats en les eleccions de 1984, com a representant del Partit Popular Social Cristià. Amb 21 anys, és el diputat elegit més jove. Va ser reelegit directament el 1989, 1994, 1999, 2004 i 2009.
Entre 1985 i 1990, Wolter va ser president de les joventuts del seu partit. El 1987 es va convertir en el president de la Federació de Tennis de Luxemburg, càrrec que va ocupar fins a 1994. A partir de gener de 1988 i fins a juliol de 1992, va ser regidor de l'Ajuntament d'Esch-sur-Alzette i, després d'un canvi de residència, entre gener de 1994 i gener de 1995, també ho va ser a l'Ajuntament de Bascharage.
El 26 de gener de 1995, Wolter va ser nomenat ministre de l'Interior, i de la Funció Pública i Reforma Administrativa del nou gabinet Juncker-Poos. Després de les eleccions de 1999, va ser reelegit com a ministre de l'Interior, amb competències ampliades en els àmbits de la policia i l'administració de l'aigua. Després de les eleccions de 2004, va renunciar al govern per convertir-se en president del grup del Partit Popular Social Cristià al Parlament, fins a les eleccions de 2009.
El novembre de 2009 va esdevenir el líder del Partit Popular Social Cristià. Des de gener de 2006, Wolter és novament regidor a l'Ajuntament de Bascharage, on va ser escollit alcalde el gener de 2010.